# Urs App

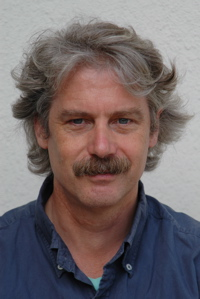
Urs App (2006)

Urs App (* 1949 in Rorschach) ist ein Schweizer Forscher in den Gebieten der Buddhismuskunde, Geistes- und Ideengeschichte, Philosophie und der Geschichte der Ost-Westbeziehungen.

## Leben
Urs App wurde 1949 in Rorschach am Bodensee geboren und studierte in Freiburg, Kyōto und Philadelphia Psychologie, Philosophie und Religionswissenschaft. Er promovierte 1989 an der Temple University in Philadelphia im Spezialgebiet Chinesischer Buddhismus.
Von 1989 bis 1999 war er ordentlicher Professor für Buddhismus an der Hanazono Universität in Kyōto und stellvertretender Direktor des International Research Institute for Zen Buddhism an derselben Universität. Seither schreibt er Bücher, produziert Dokumentarfilme und forscht an verschiedenen Institutionen in Asien und Europa, zuletzt am Forschungsinstitut für Zenkultur (Zenbunka kenkyujo, Kyoto; 2005–2007), dem Schweizerischen Nationalfonds zur Förderung der wissenschaftlichen Forschung. der Scuola Italiana di Studi sull'Asia Orientale (Italian School of East Asian Studies, ISEAS; 2010–2011) und der École Française d'Extrême-Orient (2012-).
Die Forschungsschwerpunkte von Urs App sind die Buddhismuskunde (vor allem Zen-Buddhismus), die Geschichte des Orientalismus, die Geschichte der europäischen Entdeckung asiatischer Religionen, die Geschichte der Philosophie in Ost und West (besonders auch von Schopenhauer und seiner Rezeption asiatischen Gedankengutes) und die Ideengeschichte in Orient und Okzident.

## Publikationen (nur Bücher)
Neben zahlreichen Zeitschriftenaufsätzen hat App eine Reihe von Büchern zu seinen Forschungsschwerpunkten veröffentlicht.
- Zen Meister Yunmen. Leben und Lehre des letzten Giganten der Zen-Klassik. Wil: UniversityMedia, 2018.  ISBN 978-3-906000-29-9
- Zen Master Yunmen. His Life and Essential Sayings. Boulder: Shambhala, 2018. ISBN 978-1-61180-559-8
- Michel-Jean-François Ozeray und Urs App.The First Western Book on Buddhism and Buddha. Wil: UniversityMedia, 2017. ISBN 978-3-906000-27-5.
- Schopenhauers Compass. An Introduction to Schopenhauer's Philosophy and its Origins. UniversityMedia, Wil 2014, ISBN 978-3-906000-03-9, S. 362.
- The Cult of Emptiness. The Western Discovery of Buddhist Thought and the Invention of Oriental Philosophy. Rorschach / Kyoto: UniversityMedia, 2012 (ISBN 978-3-906000-09-1) (Best Buddhist books of the year 2012, Buddhadharma Zeitschrift)[3]
- Schopenhauers Kompass. Rorschach / Kyoto: UniversityMedia, 2011 (ISBN 978-3-906000-08-4 [gebunden] und ISBN 978-3-906000-02-2 [Taschenbuch])
- Richard Wagner and Buddhism. Rorschach / Kyoto: UniversityMedia, 2011 (ISBN 978-3-906000-00-8)
- The Birth of Orientalism. Philadelphia: University of Pennsylvania Press, 2010 (ISBN 978-0-8122-4261-4)[4] (Gewinner des 2012 Buchpreises der französischen Académie des Inscriptions et Belles-Lettres)[5]
- Sino-Platonic Papers Nr. 200 (April 2010) (PDF-Datei, 8,7 MB PDF, 172 S.) Arthur Schopenhauer and China. (PDF; 8,5 MB)
- William Jones's Ancient Theology. Sino-Platonic Papers Nr. 191 (September 2009) (PDF-Datei, 3,7 MB PDF, 125 S.)
- Über zwanzig Bände von Konkordanzen chinesischer Zentexte[6].
- Richard Wagner und der Buddhismus: Liebe – Tragik. Zürich: Museum Rietberg, 1997. Erweiterte Neuausgabe: Rorschach / Kyoto: UniversityMedia, 2011 (ISBN 978-3-906000-10-7)
- Zen-Worte vom Wolkentor-Berg. Darlegungen und Gespräche des Zen-Meisters Yunmen Wenyan (864–949). Bern / München: Barth, 1994 ISBN 3-502-64640-6
- Master Yunmen. New York: Kodansha International, 1994.  (ISBN 1-56836-004-5).
- Facets of the Life and Teaching of Chan Master Yunmen Wenyan (864-949) (PDF; 17,4 MB). Ann Arbor: University Microfilms International, 342 S. (Ph. D. Dissertation, Temple University, 1989)
- Urs App et al.: Zum Gedenken an Prof. Yanagida Seizan (PDF, 1,4 MB, 73 S.).

## Dokumentarfilme
- Slow Photography: Koichiro Kurita. Dokumentarfilm für die Ausstellung des japanischen Fotografen Koichiro Kurita am Farnsworth Art Museum, Rockland ME, USA (2018).
- Sengai. Dokumentarfilm für die Ausstellung am Rietberg Museum Zürich über den japanischen Zenmeister und Maler Sengai (2014).[7]
- Der Teebesen. Dokumentarfilm für die Bambus-Ausstellung im Völkerkundemuseum der Universität Zürich (2003, 2014)[8], im Völkerkundemuseum München (2006)[9] und an der Trinkkultur – Kultgetränk Ausstellung am Völkerkundemuseum der Uni Zürich[10] (in Zusammenarbeit mit Monica Esposito)
- Auf dem Weg zu Tōhakus Kiefernwald. Dokumentarfilm für die Hasegawa Tōhaku Kunstausstellung (2002) am Rietberg Museum, Zürich (in Zusammenarbeit mit Monica Esposito)[11]
- Dangki. Dokumentarfilm auf dem Kanal France 2  (in Zusammenarbeit mit Monica Esposito) (2001)
- Orakel in China. Dokumentarfilm für die Orakelausstellung 2000 im Rietberg Museum, Zürich (in Zusammenarbeit mit Monica Esposito)
- Orakel in Japan. Dokumentarfilm für die Orakelausstellung 2000 im Rietberg Museum, Zürich (in Zusammenarbeit mit Monica Esposito)
- Chinesische Orakelkinder. Dokumentarfilm für die Orakelausstellung 2000 im Rietberg Museum, Zürich (in Zusammenarbeit mit Monica Esposito)

## CD-Rom
- ZenBase CD1. Kyoto: International Research Institute for Zen Buddhism (ISBN 4-938796-18-X[12]; weltweit früheste CD-ROM mit über 80 chinesischen buddhistischen Texten).[13]